# Otlukbeli
Otlukbeli là một huyện thuộc tỉnh Erzincan, Thổ Nhĩ Kỳ. Huyện có diện tích 468 km² và dân số thời điểm năm 2007 là 2705 người, mật độ 6 người/km².